# Upper River
Upper River is de meest oostelijk gelegen van de divisies van Gambia. Upper River is ruim 2000 vierkante kilometer groot en heeft Basse Santa Su als hoofdstad. Upper River was een van de vijf oorspronkelijke divisies van
Gambia voor 1935.

## Bevolking
- 1963: 58.049
- 1973: 86.167
- 1983: 111.388
- 1993: 155.059[1]
- 2003: 183.033[1]

## Grenzen
Upper River grenst aan twee regio's van buurland Senegal:
- Tambacounda in het noorden.
- Kolda in het oosten en het zuiden.

De divisie heeft verder één binnenlandse grens:
- Central River in het (noord)westen.

## LGA's en districten
Upper River bestaat uit één local government area (LGA of lokaal overheidsgebied)
:
- Basse Santa Su

De regio is onderverdeeld in vier districten:
- Fulladu East
- Kantora
- Sandu
- Wuli

Banjul (stad) · Central River · Lower River · North Bank · Upper River · Western